# Vùng đô thị Lisboa

Bản đồ Vùng đô thị Lisboa

Vùng đô thị Lisboa (tiếng Bồ Đào Nha: Área Metropolitana de Lisboa, hay AML) là một vùng lãnh thổ bao gồm 18 khu tự quản (concelhos) ở Bồ Đào Nha.
Chú ý, không nên nhầm Vùng đô thị Lisboa với Grande Lisboa (Lisboa Mở rộng) và Vùng Lisboa. Grande Lisboa nhỏ hơn AML, trong khi Vùng Lisboa thì lớn hơn AML một chút.
Vùng đô thị Lisboa là một vùng đô thị có trung tâm ở thủ đô Lisboa của Bồ Đào Nha, là sự tập trung dân cư lớn nhất ở Bồ Đào Nha. Dữ liệu sơ bộ từ Bồ Đào Nha điều tra dân số năm 2001, dân số của khu vực đô thị là 2.815.851 người (khoảng 1/4 dân số Bồ Đào Nha), trong đó 19,4% dân cư sinh sống trong thành phố Lisbon. Khoảng 27% dân số của lục địa Bồ Đào Nha sống trong 2,957.4 km2 của Vùng đô thị Lisboa (3,2% lãnh thổ lục địa của Bồ Đào Nha), trong đó có một dân số di chuyển khoảng 1,3 triệu người. Với 32,7% của quốc gia về việc làm đang được đặt tại lãnh thổ của mình, sự đóng góp của Vùng đô thị Lisboa cho Tổng sản phẩm trong nước vượt quá tỷ lệ 36%.
Các khu tự quản phía bắc của sông Tagus từ Lisbon Quận (Grande Lisboa), Nam Quận de Setubal (bán đảo de Setubal).

## Các khu tự quản
| Đô thị tự quản      | Diện tích   | Dân số (2011) | Mật độ      | N.U.T.S. III inclusion | District inclusion | Cultural Region inclusion |
| ------------------- | ----------- | ------------- | ----------- | ---------------------- | ------------------ | ------------------------- |
| Amadora             | 23.8 km²    | 175,558       | 7,376.4/km² | Grande Lisboa          | Lisboa             | Estremadura               |
| Cascais             | 97.2 km²    | 205,117       | 2,110.3/km² | Grande Lisboa          | Lisboa             | Estremadura               |
| Lisboa              | 84.6 km²    | 545,245       | 6,445.0/km² | Grande Lisboa          | Lisboa             | Estremadura               |
| Loures              | 169.0 km²   | 205,577       | 1,216.4/km² | Grande Lisboa          | Lisboa             | Estremadura               |
| Mafra               | 291.5 km²   | 76,749        | 263.3/km²   | Grande Lisboa          | Lisboa             | Estremadura               |
| Odivelas            | 26.6 km²    | 143,755       | 5,404.3/km² | Grande Lisboa          | Lisboa             | Estremadura               |
| Oeiras              | 45.8 km²    | 172,063       | 3,756.8/km² | Grande Lisboa          | Lisboa             | Estremadura               |
| Sintra              | 319.4 km²   | 377,249       | 1,181.1/km² | Grande Lisboa          | Lisboa             | Estremadura               |
| Vila Franca de Xira | 323.5 km²   | 136,510       | 422.0/km²   | Grande Lisboa          | Lisboa             | Ribatejo                  |
| Alcochete           | 132.8 km²   | 17,565        | 132.3/km²   | Península de Setúbal   | Setúbal            | Estremadura               |
| Almada              | 70.2 km²    | 173,298       | 2468.6/km²  | Península de Setúbal   | Setúbal            | Estremadura               |
| Barreiro            | 32.0 km²    | 79,042        | 2,470.1/km² | Península de Setúbal   | Setúbal            | Estremadura               |
| Moita               | 54.6 km²    | 66,311        | 1,214.5/km² | Península de Setúbal   | Setúbal            | Estremadura               |
| Montijo             | 348.0 km²   | 51,308        | 147.4/km²   | Península de Setúbal   | Setúbal            | Estremadura               |
| Palmela             | 465.9 km²   | 62,549        | 134.3/km²   | Península de Setúbal   | Setúbal            | Estremadura               |
| Seixal              | 95.7 km²    | 157,981       | 1,650.8/km² | Península de Setúbal   | Setúbal            | Estremadura               |
| Sesimbra            | 195.7 km²   | 49,183        | 251.3/km²   | Península de Setúbal   | Setúbal            | Estremadura               |
| Setúbal             | 193.6 km²   | 120,791       | 623.9/km²   | Península de Setúbal   | Setúbal            | Estremadura               |
| Total               | 2,957.4 km² | 2,815,851     | 952.1/km²   |                        |                    |                           |